# ¿La calle es tuya?
¿La calle es tuya? és el tercer disc del duo espanyol Estopa format pels germans Muñoz, David i José. Va tenir unes vendes superiors als 600.000 exemplars.
El nom del disc té una història curiosa. Els dos germans estaven gravant un videoclip al carrer quan Jordi, un nen de 10 anys es va posar enmig. Els germans li van demanar molt amablement que s'apartés i el noi va respondre: "El carrer és teu?". Això va ser la font d'inspiració que esperaven els Estopa, perquè encara buscaven un nom pel qual anava a ser el seu tercer disc.
El disc va obtenir el Premi Ondas al millor àlbum de 2004.

## Llista de cançons
| Núm. | Títol                  | Durada |
| ---- | ---------------------- | ------ |
| 1.   | «Fin de semana»        | 2:59   |
| 2.   | «Apagón»               | 3:05   |
| 3.   | «Fuente de energía»    | 3:36   |
| 4.   | «Penas con rumba»      | 3:10   |
| 5.   | «Corazón aerodinámico» | 3:43   |
| 6.   | «Ya no me acuerdo»     | 2:50   |
| 7.   | «Estrella fugaz»       | 3:40   |
| 8.   | «Tanta tinta tonta»    | 3:13   |
| 9.   | «Tragicomedia»         | 3:29   |
| 10.  | «Necesito medicación»  | 3:31   |
| 11.  | «Pastillas de freno»   | 3:24   |
| 12.  | «Cuando cae la luna»   | 3:14   |
| 13.  | «La del lute»          | 4:02   |